# Agriades unipuncta
Agriades unipuncta är en fjärilsart som beskrevs av Tutt 1908. Agriades unipuncta ingår i släktet Agriades och familjen juvelvingar. Inga underarter finns listade i Catalogue of Life.